# Kuchera
Kuchera é uma cidade e um município no distrito de Nagaur, no estado indiano de Rajastão.

## Geografia
Kuchera está localizada a 26° 59′ N, 73° 58′ L. Tem uma altitude média de 301 metros (987 pés).

## Demografia
Segundo o censo de 2001, Kuchera tinha uma população de 19,563 habitantes. Os indivíduos do sexo masculino constituem 52% da população e os do sexo feminino 48%. Kuchera tem uma taxa de literacia de 50%, inferior à média nacional de 59.5%: a literacia no sexo masculino é de 65% e no sexo feminino é de 32%. Em Kuchera, 25% da população está abaixo dos 6 anos de idade.